# Lesignano de’ Bagni
Lesignano de’ Bagni – miejscowość i gmina we Włoszech, w regionie Emilia-Romania, w prowincji Parma.
Według danych na rok 2004 gminę zamieszkiwało 3818 osób, 81,2 os./km².